# Лисичное
Лисичное (укр. Лисичне) — село на Украине, находится в Покровском районе Донецкой области. 
Код КОАТУУ — 1422781605. Население по переписи 2001 года составляет 15 человек, в селе 8 домов. Почтовый индекс — 85350. Телефонный код — 623.